# Ibrahim al-Jaafari
Ibrahim al-Jaafari (en idioma árabe إبراهيم الأشيقر الجعفري) es un líder político iraquí; que fue primer ministro de Irak.
Nació el 25 de marzo de 1947 en la ciudad iraquí de Karbala, de población mayoritariamente árabe chií (de hecho es una de las ciudades sagradas de la confesión musulmana chií). Su nombre original era Ibrahim al-Ushaiqir, y es un sayyid (descendiente de Mahoma).
Al-Yafari se unió al partido Dawa en el año de 1968, mientras estudiaba Medicina en la Universidad de Mosul. En 1974 obtuvo la Licenciatura en Medicina. 
Terminados sus estudios regresó a Karbala, donde trabajó intensamente en la actividad política desplegada por su partido. Pero el conflicto entre el Gobierno dictatorial de Saddam Hussein y el partido Dawa se agravó a finales de la década de los 70, por lo que en 1980 Ibrahim huyó a Irán para salvar su vida; y para proteger a su familia de represalias se cambió el apellido a Al-Yafari.
Desde el exilio siguió luchando contra Hussein, pero con el tiempo también tuvo diferencias con el Gobierno de Irán (que apoyaba a los exiliados de Dawa). Por eso se fue a vivir a Londres, Reino Unido en 1989; desde allí siguió siendo un importante portavoz del exilio político iraquí, denunciando a Hussein. 
Al-Yafari encabezaba una facción moderada del partido Dawa, opuesta al ala proiraní del partido dirigida por Abú Bilal al-Adib.
Al ser derrocado Hussein por la invasión estadounidense del 2003, Al-Yafari retornó del exilio y aceptó cooperar con las nuevas autoridades bajo la condición de que se celebraran elecciones libres y democráticas. Así que en julio del 2003 pasó a formar parte del Consejo de Gobierno provisional, que llegó a presidir en una ocasión.

## Ibrahim al-Jaafari Primer ministro
En las elecciones del 30 de enero del 2005 su partido ganó la mayoría en alianza con otros partidos chiíes. Posteriormente negociaron un acuerdo con los partidos kurdos y así se aseguraron una mayoría parlamentaria superior a los dos tercios de la Asamblea Nacional. El 7 de abril del 2005 Al-Yafari fue elegido primer ministro de Irak por la Asamblea Nacional. En el Gobierno luchó contra la insurgencia suní y los terroristas salafistas.
Los suníes acusaban a su Gobierno de incorporar a las Fuerzas Armadas y a la policía a los antiguos miembros de las guerrillas de los partidos chiíes (incluido Dawa); y de permitirles llevar a cabo una guerra sucia en la que civiles suníes eran secuestrados, torturados y asesinados por ser sospechosos de colaborar con la insurgencia (aunque muchos de ellos fueran inocentes).
Se decía que el Gobierno de Yafari era "sectario", y por lo tanto incapaz de crear las condiciones para una reconciliación con los iraquíes que no eran chiíes. Después de la victoria de Dawa y sus aliados en las elecciones del 15 de diciembre del 2005, se pensaba que Jaafari podría ser reelecto a pesar de todas las críticas a su gestión; y más aún cuando Jaafari ganó el 12 de febrero del 2006 la elección interna dentro de la Alianza Unida Iraquí (coalición de partidos chiíes) para escoger al candidato a primer ministro, aunque su victoria sobre Adil Abdul-Mahdi (el otro precandidato) fuera por un solo voto (64 votos para Jaafari y 63 para Mahdi en la elección celebrada dentro del grupo parlamentario de la Alianza).
Pero la oposición a su reelección creció; también los kurdos empezaron a oponerse a ella y muchos chiíes de la Alianza Iraquí Unida se rebelaron y exigían su renuncia. Ahora se acusaba a Irán de entrometerse en los asuntos internos de Irak para imponer a Yafari; y este hecho así como que Yafari recibiera el apoyo decidido del líder radical chií antiestadounidense Muqtada al-Sadr (que amenazaba con desatar una guerra civil sí Yafari no era reelecto) pusieron a los Estados Unidos en su contra.
Finalmente, la imposibilidad de que fuera reelecto por el Parlamento obligó a Yafari a renunciar a su candidatura; y el 22 de abril del 2006 otro primer ministro fue elegido para reemplazarlo (Nuri al Maliki, un dirigente de Dawa muy cercano a Jaafari).

## Ministro de Asuntos Exteriores
En mayo de 2008 fundó un nuevo partido político llamado Reforma Nacional, como consecuencia fue expulsado del partido Dawa por Al Maliki, su sucesor en el cargo de primer ministro y en el liderazgo de Dawa. El nuevo partido es visto como un vehículo para volver al poder.
Es propietario de la emisora de televisión iraquí Biladi.
Jaafari fue nombrado Ministro de Asuntos Exteriores de Irak por el nuevo primer ministro Haider al-Abadi, y al ser ratificado (junto con el resto de los miembros del gobierno) por el Consejo de Representantes de Irak el 8 de septiembre de 2014 tomó posesión el mismo día de su cargo como jefe de la diplomacia iraquí. 